# Анонимные наркоманы
Анонимные Наркоманы (Сообщество «Анонимные Наркоманы»/АН) — международное сообщество выздоравливающих зависимых, которые помогают друг другу прекратить употребление наркотиков и научиться жить без них. Движение АН, зародившееся в 1953 году в США, сейчас является одним из старейших и крупнейших среди сообществ подобного типа в мире. Оно еженедельно проводит более 70 000 собраний на 65 языках в 141 странах мира. Сообщество АН существует в России с 1990 года и проводит порядка 2000 собраний в неделю в 270 городах страны (данные на март 2020 года).

## История
Формирование сообщества «Анонимные Наркоманы» началось в конце 40-х годов прошлого века на базе сообщества «Анонимные Алкоголики». Официальная история АН начинается с первого собрания в 1953 году в Калифорнии (США). Первоначально настороженное и в некоторых случаях враждебное общественное отношение постепенно сменилось признанием. К 2020-м годам деятельность АН охватила большую часть стран мира:
- 1978 — в 3 странах зарегистрировано более 200 групп.
- 1983 — более чем в 12 странах проходит 2966 собраний еженедельно.
- 1993 — в 60 странах более 13 000 групп проводят 19 000 собраний еженедельно.
- 2003 — в 108 странах 20 000 групп проводят более 30 000 собраний еженедельно.
- 2007 — в 127 странах 25 065 групп проводят 43 900 собраний еженедельно.
- 2010 — в 130 странах проводится более 58 600 собраний еженедельно[1]
- 2015 — в 137 странах проводится более 63 000 собраний еженедельно.
- 2020 — в 141 странах проводится более 70 000 собраний еженедельно.

## Программа
Членство в сообществе «Анонимные Наркоманы» добровольное, нет списков членов или отчётов о посещаемости. Участником может стать любой зависимый, не имеет значения, какие наркотики он употребляет. Нет социальных, религиозных, экономических, расовых, этнических, национальных, половых или классовых ограничений для вступления в сообщество. Единственное условие членства в «Анонимных Наркоманах» — желание прекратить употребление.
«Анонимные Наркоманы» считают, что залогом успеха программы является помощь одного выздоравливающего зависимого другому. Участники уверены, что их собственная компетентность обеспечивает платформу для стабильного выздоровления.
Участие в сообществе АН бесплатно, нет вступительных или регулярных взносов. Сообщество АН существует на добровольные пожертвования участников (мелкие суммы, которые анонимно вносят во время собраний) и не принимает пожертвований извне. 
Основная идея сообщества «Анонимные Наркоманы» — любой зависимый может прекратить употреблять наркотики, потерять желание употреблять и найти новый путь в жизни. Эта идея определила цель сообщества АН — предоставить информацию о возможности выздоровления тем, кто ещё употребляет наркотики и страдает от зависимости.
Программа выздоровления сообщества «Анонимные Наркоманы» — последовательность личных поступков, известная как «Двенадцать Шагов АН». Шаги включают:
- признание проблемы наркомании и невозможности справиться с ней собственными силами;
- обращение за помощью;
- формирование доверия к миру и людям;
- честный взгляд на себя;
- изменение своего поведения;
- возмещение причинённого когда-либо ущерба;
- обретение нового образа жизни[3].

Самое важное в программе — акцент на «духовном пробуждении». «Духовное пробуждение» имеет сугубо практическую ценность и не преследует целью экспорт философских или метафизических идей. «Анонимные Наркоманы» не являются религиозной организацией.

## Собрания
В сообществе «Анонимные Наркоманы» собрания — главный инструмент помощи зависимым. Группы АН не имеют собственности и арендуют места для проведения собраний. На собраниях члены сообщества делятся личным опытом с другими ищущими помощи не как профессионалы, а как люди, пережившие похожую ситуацию и нашедшие выход. Собрания могут быть «открытыми» (на них может присутствовать любой человек) или «закрытыми» (на них допускаются лишь те, кто сам имеет проблему зависимости). Собрания ведут более опытные члены сообщества, остальные его участники делятся опытом выздоровления от зависимости.

## «Анонимные наркоманы» и общество
Сообщество «Анонимные наркоманы», создавая позитивную терапевтическую среду для зависимых, способствует декриминализации, адаптации, социализации зависимых и помогает формированию зрелой личности. При этом участники сообщества признают, что «Анонимные наркоманы» — непрофессиональное сообщество среди многих организаций, занимающихся проблемами зависимых. Члены АН понимают, что добились значительных успехов в решении собственных проблем с наркотической зависимостью, однако не утверждают, что эта программа подходит для всех, кто имеет проблемы с наркотиками, или что их представления должны быть приняты всеми.
Основываясь на принципах сотрудничества, но не присоединения, сообщество АН активно взаимодействует с государственными и общественными организациями в рамках главной цели — донести до зависимых, информацию о том, что выздоровление возможно. 
Например, во многих странах посещение собраний АН является непременным условием условного отбытия наказания или условно-досрочного освобождения из мест лишения свободы для лиц, страдающих наркотической зависимостью. В клиниках и реабилитационных центрах проводятся презентации сообщества «Анонимные Наркоманы», во время которых его участники делятся опытом выздоровления. В России АН также успешно взаимодействует с федеральными и территориальными органами власти.